# 布拉赫塔尔
布拉赫塔尔（德語：Brachttal，意为“布拉赫特河谷”）是德国黑森州的一个市镇。总面积30.85平方公里，总人口5113人，其中男性2516人，女性2597人（2011年12月31日），人口密度166人/平方公里。